# Centre d'études et de documentation sur l'émigration italienne
 (février 2018).
Si vous disposez d'ouvrages ou d'articles de référence ou si vous connaissez des sites web de qualité traitant du thème abordé ici, merci de compléter l'article en donnant les références utiles à sa vérifiabilité et en les liant à la section « Notes et références ».
Le Centre d'études et de documentation sur l'émigration italienne (CEDEI) partage ses bureaux avec l'Institut culturel italien de Paris dans les salles prestigieuses de l'Hôtel de Galliffet, qui fut le siège du ministère des Affaires étrangères sous Napoléon Ier (rue de Varenne, dans le 6e arrondissement de Paris).
Le CEDEI a été créé en 1983. Cette institution est donc révélatrice du changement de mentalité des années 1980, époque où l'histoire de l'immigration nait véritablement en France. Les historiens cherchent en effet à répondre aux argumentaires d'une extrême droite française active qui arguait que les étrangers ne pouvaient s'intégrer en France car ils n'avaient aucune histoire commune avec les Français.
Ce centre de documentation a d'abord eu pour vocation d'étudier l'émigration italienne sous un angle politique. Depuis, ses angles d'attaque se sont diversifiés afin d'appréhender également les problématiques économiques et sociales des mouvements de populations.
Le CEDEI est nourri par les contributions de nombreux historiens de l'immigration notamment lors de la publication, sous la direction d'Antonio Bechelloni, de sa revue La Trace.